# Диас, Пати
Патрисия «Пати» Диас исп. Patricia «Paty» Diaz (17 марта 1976, Сан-Луис-Рио-Колорадо, Сонора, Мексика) — известная мексиканская актриса и фотомодель.

## Биография
Родилась 17 марта 1976 года в Сан-Луис-Рио-Колорадо. В мексиканском кинематографе дебютировала в 1995 году, дебютировала ярко, снявшись в культовом телесериале Хозяйка и сразу же стала известной во многих странах мира и в РФ, где с успехом прошёл указанный телесериал, позже снялась также в трёх культовых телесериалах — Узурпаторша, Личико ангела и Страсти по Саломее, которые также были проданы в многие страны мира и в РФ. Всего актриса приняла участие в 24 работах (в основном — телесериалы, также по одной работе в кинофильме и двух работах в телефильмах). 

## Личная жизнь
Пати Диас была замужем за бизнесменом Гильермо Пинья, родила ему сына, однако личная жизнь не сложилась — супруги развелись.

## Фильмография

### Телесериалы

#### Свыше 2-х сезонов
- 1985-2007 — Женщина, случаи из реальной жизни (17 сезонов; снялась с 1996 по 2003 год).
- 2011-н. в. — Как говорится (6 сезонов) — Елена.

#### Televisa
- 1995 — Хозяйка — Бланкуита Лопес.
- 1998 — Узурпаторша — Лалита.
- 1998 — Богиня любви — Лорена.
- 1999 — Росалинда — Кларита Мартинес.
- 1999 — Мятежная душа — Фелисия.
- 2000 — Рамона — Кармен.
- 2000-01 — Личико ангела — Хермана Клементина.
- 2001-02 — Страсти по Саломее — Марта.
- 2004 — Руби — Кристина Перес Очоа.
- 2005 — Преграда на пути любви — Нурия Ромеро.
- 2006-07 — Жестокий мир — Белен.
- 2007-08 — Секс и другие секреты — Марсия.
- 2008-09 — Во имя любви — Наталия.
- 2009 — Успешные сеньориты Перес — Аманда Оливера.
- 2011-12 — Та, что не может любить — Масария.
- 2012-13 — Как прекрасна любовь — Мирна.
- 2015 — Непростительно — Раймунда.

### Фильмы

#### Телефильмы
- 1998 — Узурпаторша: Продолжение — Марта.
- 2004 — Руби... Нахальная — Кристина Перес.